# Rosa kazarjanii
Rosa kazarjanii är en rosväxtart som beskrevs av Dmitrii Ivanovich Sosnowsky. Rosa kazarjanii ingår i släktet rosor, och familjen rosväxter. Inga underarter finns listade i Catalogue of Life.